# Santa Cruz na Via Flaminia (título cardinalício)
Santa Cruz na Via Flaminia (em latim, S. Crucis in via Flaminia) é um título cardinalício instituído em 5 de fevereiro de 1965 pelo Papa Paulo VI, pela constituição apostólica Omnibus quidem. Sua igreja titular é Santa Croce in Via Flaminia.

## Titulares protetores
- Josef Beran (1965-1969)
- Bolesław Kominek (1973-1974)
- William Wakefield Baum (1976-2015)
- Sérgio da Rocha (desde 2016)